# Camilo Antonio Echeverri
Camilo Antonio Mario Echeverri (Medellín, 14 de julio de 1827-Ibidem, 7 de abril de 1887) fue un ingeniero, abogado y escritor colombiano, que se desempeñó como Gobernador de Antioquia. 

## Semblanza
Hijo del también gobernador Gabriel Echeverri Escobar. Conocido con el seudónimo del Tuerto Echeverri por la falta de un ojo que perdió cuando simulaba un combate siendo estudiante. Ingeniero, abogado, periodista y escritor. Gobernador de la Provincia de Antioquia en 1855 y delegado a la Convención de Rionegro en 1863.
Sus escritos políticos fueron tenidos como ejemplos de puro liberalismo y la revista El Repertorio lo consideró uno de los máximos representantes de la vida intelectual de Antioquia en el siglo XIX. 
Participó en el periódico literario El Oasis, escribió un prólogo para la obra insigne sobre el cultivo del maíz del poeta Gregorio Gutiérrez González y formó, con el médico Manuel Uribe Ángel, un grupo literario liberal que se expresó luego en las publicaciones periódicas de la región. 
En 1852 viajó a Inglaterra, donde se dedicó a estudiar, con especial esmero, química, matemáticas e inglés, “lengua que llegó a poseer perfectamente”.
El origen de su apellido Echeverri o Echeverry fue motivo para que se asentara por un tiempo, entre la élite intelectual, la idea de que los antioqueños conformaban un grupo aparte porque descendían en su mayoría de los vascos de España, situación que apenas ahora, en 2006, ha venido ya a comprobarse con análisis científicos de ADN.

## Algunas obras
- Otra vez Antioquía (1860)
- Lucrecia Borgia (1866)
- Conferencias dadas por el doctor Camilo A. Echeverri en Medellín (1872)
- Alegatos del doctor Camilo A. Echeverri (1873)
- Noches en el hospital (1876)
- Octava conferencia dedicada a la memoria del Libertador en su centenario (1883)
- El cacahetero de los usureros (1884)
- Artículos literarios y alegatos (1896)
- Artículos políticos y literarios (1932)
- Obras completas (1961)
- El murciélago.